# Championnat d'Aruba féminin de football
Le championnat d'Aruba féminin de  football est une compétition annuelle de football disputée entre les clubs arubais. La première édition a eu lieu en 2001.

## Palmarès
- 2001 : SV Dakota
- 2002 : not known
- 2003 : SV Juventud Tanki Leendert
- 2004 à 2006 : inconnu
- 2006-2007 : SV Racing Club Aruba
- 2007-2008 : SV Savaneta Stars
- 2008-2009 : SV Racing Club Aruba
- 2009-2010 : SV Racing Club Aruba
- 2010-2011 : abandonné
- 2011-2012 : non organisé
- 2012-2013 : SV Britannia
- 2013-2014 : SV Racing Club Aruba
- 2014-2015 : SV Britannia
- 2015-2016 : SV Britannia
- 2016-2017 : SV Britannia
- 2017-2018 : SV Britannia
- 2018-2019 : SV Britannia
- 2019-2020 : abandonné
- 2020-2021 : non disputé
- 2021-2022 : SV Britannia